# Ludvig Daae (historiker)
 Ikke at forveksle med Ludvig Kristensen Daa.
 Der er flere personer med dette navn, se Ludvig Daae.
Ludvig (Ludvigsen) Daae (7. december 1834, Aremarks præstegård i Smålenene – 17. marts 1910, Kristiania) var en norsk historiker.
Daae blev student fra Kristiania Katedralskole 1852. Klassisk filologi og historie blev det selvsagte embedsstudium for denne student, som allerede fra sit 8. år med en sær forkærlighed havde studeret latin, hvilket sprog han senere skulde komme til at tale og skrive med en i det unge Norge enestående færdighed og elegance.
1859 tog han filologisk embedseksamen, var derefter til 1863 adjunkt ved Drammens Latinskole, hvorfra han vendte tilbage til universitetet som stipendiat i historie; 1869 blev han universitetsbibliotekar og 1876 professor i historie.
Han havde da for længst vundet et i hele Norden anset navn som historisk specialforsker og forfatter, som med en omfattende viden, tilvejebragt ved en overordentlig udstrakt læsning og selvstændige undersøgelser i norske, danske, svenske og nordtyske arkiver, forenede en klar, underholdende, ofte ved vid og humor fængslende fremstilling både mundtlig og skriftlig.
Hans litterære virksomhed, der begyndte med monografier over emner af Norges lærdoms-, skole- og kirkehistorie eller kritisk udgivelse af utrykt historisk materiale (Udvalg af Breve til Professor Rasmus Nyerup 1861, Throndhjems Stifts gejstlige Historie fra Reformationen til 1814 1863, Af Johan von Bülows Papirer i Sorø 1864 med flere), bredte sig i tidernes løb over større tidsrum og videre områder.
Med forkærlighed har han som universalhistoriker studeret korstogenes, pavernes, humanismens og reformationsårhundredets historie og som specialforsker i Nordens historie navnlig 15. og 16. århundrede, Norges og Danmarks kirkelige og litterære fortidsliv helt fra Olafslegenderne (Norges Helgener
1879) til rigernes adskillelse samt nordmænds forbindelser med udlandet eller dettes indflydelse på norske tilstande (Nordmænds Udvandringer til Holland og England 1880, Nordmænd og Danske i Rusland i 18. århundrede 1884).
Af hans bøger og afhandlinger, hvis tal for øvrigt er særdeles stort – de fleste af de sidste er trykte i den norske historiske forenings tidsskrift, bland hvis stiftere og medredaktører han har været -, må som de mærkeligste nævnes: Kong Christiern den førstes norske Historie 1448-1458, udgivet som det norske universitets lykønskningsskrift til Københavns Universitets 400 års fest, ved hvilken forfatter blev kreeret til æresdoktor; Fru Inger Ottesdatter og hendes Døtre (1875); Erik af Pommerns Giftermaal med Philippa (1880); Norske Bygdesagn (bind 1-2, 1870-71); Det gamle Christiania 1624-1814 (1871, 2. illustrerte udgave 1891); Breve fra Danske og Norske, især i Tiden nærmest efter Adskillelsen (1876); Stemninger i Danmark og Norge i Anledning af og nærmest efter Adskillelsen (1887).
Holbergs liv og forfattervirksomhed havde i Daae en kender, som i lærdom kunde måle sig med Werlauff, og han har som denne ydet værdifulde bidrag til belysning af begge dele; det norske universitets Holberg-fest 1884 fremkaldte også hans arbejde over Humanisten og Satirikeren Johan Lauremberg. Af andre skrifter fra hans hånd over nærmest litterærhistoriske emner må anføres hans biografi af Gerhard Schøning, udgivet i hundredåret efter dennes død af den norske historiske forening (1880), og hans skildring af den som historisk samler og forfatter kendte præst på Voss Gert Henrikssøn Miltzow (1885).
Af hans mange bidrag til belysning af Norges topografi og de norske købstæders historie nævnes: Bidrag til Christianssunds Historie (1892), Om de Hamarske Krøniker (1890 ff.) og En Krønike om Kvinesdal (1894). I sine senere år vendte han sig også til studiet af Norges middelalder med det betydelige arbejde: En Krønike om Ærkebiskopperne i Nidaros (1897) og en række mindre afhandlinger Om Stavanger Stift i Middelalderen (1899), Om Bergens Bispedømme i Middelalderen (1904), Var Sverre Kongesøn? (1905).
Til nogen større sammenhængende historisk fremstilling nåede han imidlertid aldrig. I 1870'erne og 1880'erne, af og til også senere, deltog han med stor iver og meget talent i den politiske strid, dels som flittig medarbejder i Morgenbladet, dels på folkemøder; hans standpunkt over for alle fænomener i historie, politik, skole, litteratur og samfundsliv var udfordrende ultrakonservativt. På sin 70-års dag, 7. december 1904, blev han hædret med et festskrift fra venner og elever.